# Darwin Machís
Darwin Daniel Machís Marcano, född 7 februari 1993 i Tucupita, är en venezuelansk-spansk fotbollsspelare som spelar för Cádiz CF på lån från Real Valladolid. Han representerar även Venezuelas landslag.